# Vorhang (Theater)

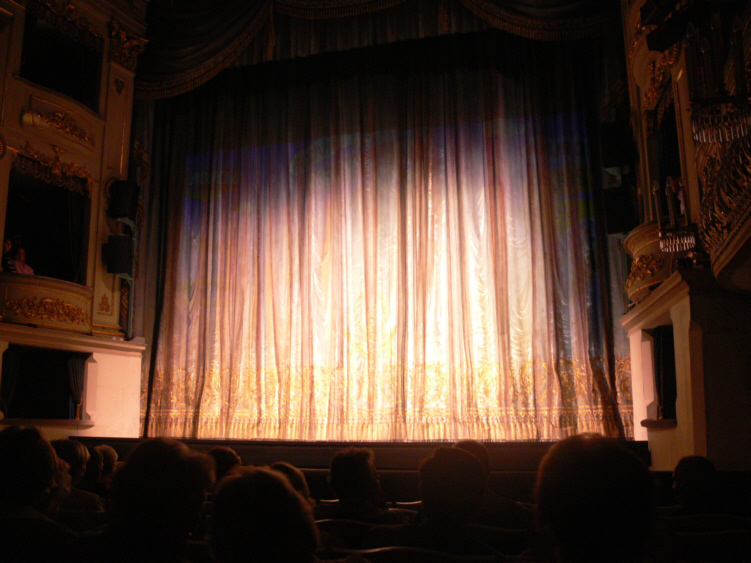
Vorhang im Coburger Landestheater

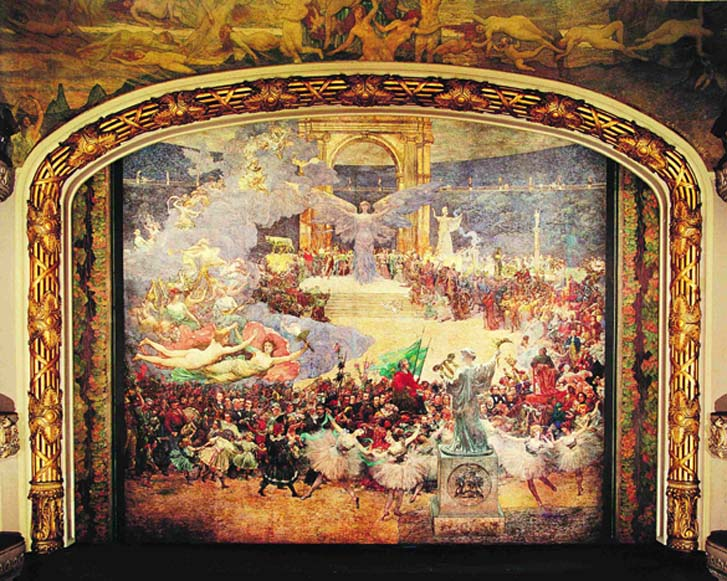
Theatro Municipal do Rio de Janeiro, Gemälde von Eliseu Visconti (1908)

Im Zusammenhang mit darstellender Kunst hat der Begriff Vorhang (auch Theatervorhang) folgende Bedeutungen:

## Hauptvorhang
Zum einen bezeichnet er den Hauptvorhang zur optischen Trennung von Bühne und Zuschauerraum – im Unterschied zu Vorhängen, die den Bühnenraum teilen wie Soffitten, Vorhänge zwischen den Gassen oder Bühnenprospekte, und damit Bestandteile des Bühnenbilds sind.
Folgende Hauptvorhänge sind üblich:
- Der nach oben aufgezogene, meist ungeteilte Vorhang (deutscher Vorhang). Als Prospektvorhang kann er glatt und bemalt sein. Er benötigt eine Oberbühne mit ausreichender Höhe. Dafür ist auf den Seiten kein Stauraum erforderlich.
- Der in der Mitte geteilte, meist auf Schienen befestigte Vorhang. Er kann – mancherorts wahlweise – auf drei Arten geöffnet werden.
  - Als griechischer Vorhang (die häufigste Version) ist er mit Rollen auf Schienen befestigt und kann zu den Seiten hin aufgezogen werden.
  - Beim italienischen Vorhang bleiben die Hälften am oberen Ende zusammen und werden mit in der unteren Hälfte an den Kanten befestigten Seilen diagonal geöffnet.
  - Der französische Vorhang (die technisch aufwändigste Version) wird mit zwei kombinierten Zügen sowohl nach oben als auch diagonal aufgezogen. Eine Variante davon ist der Wagnervorhang.
- Seltener sind der in der Art einer Jalousie konstruierte Raffvorhang („Wolkenvorhang“), der Rollvorhang (Rolle oben) und der Wickelvorhang (Rolle unten).
- Außerdem gibt es den nur auf eine Seite hin aufgezogenen Halbvorhang, der auch „Brechtvorhang“ genannt wird.

Die manuelle Bedienung eines Vorhangzugs mit Hanfseil erfordert spezielles Können, da die Geschwindigkeit aus technischen Gründen und um der Eleganz willen variiert werden muss. Normalerweise wird der Vorhang jedoch automatisch von Technik an der Maschinensteuerungsanlage gesteuert.

## Geschichte
Während das Theater der griechischen Antike keinen Vorhang kannte, nimmt man im Theater der römischen Antike seit Mitte des 1. Jahrhunderts v. Chr. einen Vordervorhang an, das „aulaeum“ oder „siparium“. Die mittelalterliche Simultanbühne kannte keinen Hauptvorhang, sondern benutzte kleinere Teilvorhänge zur Ver- und Enthüllung einzelner Handlungsorte. Mit der Kulissenbühne kam der Hauptvorhang durch die höfischen Opern- und Ballettaufführungen seit etwa 1519 aus Italien in den deutschen Sprachraum. Auch das Jesuitentheater benutzte ihn, und im Volkstheater  ist der Hauptvorhang seit 1637 nachweisbar. Ab dem 18. Jahrhundert wurde der Hauptvorhang auch für die Bezeichnung der Aktschlüsse eingesetzt. Im 20. Jahrhundert änderte er vielfach sein Aussehen und seine Funktion, zum Beispiel als halbhohe Brecht-Gardine, zuweilen fiel er auch ganz weg.
Das ostasiatische Theater entwickelte verschiedenartige Teilvorhänge, so kannte das japanische Kabuki seit Mitte des 17. Jahrhunderts neben dem Auftrittsvorhang den Hauptvorhang, außerdem den Akt- und Verwandlungsvorhang, Hintervorhänge und den Enthüllungsvorhang.

## Eiserner Vorhang
Der Eiserne Vorhang (oft kurz „der Eiserne“) oder Schutzvorhang ist eine Brandschutzvorrichtung im Theater, die Bühne und Zuschauerraum feuerfest und einigermaßen luftdicht voneinander trennt. Er wird unmittelbar vor der Vorstellung nach oben aufgezogen. Nach dem Wiener Ringtheaterbrand 1881 wurde er allgemein eingeführt.
Der eiserne Vorhang befindet sich für die Zuschauer vor dem Hauptvorhang. Seine Vorderseite ist meist künstlerisch gestaltet.

## Symbolische Bedeutung
Im übertragenen Sinn ist der „Vorhang“ ein Maß für den Beifall des Publikums. Bei anhaltendem Applaus wird der Vorhang mehrfach geöffnet, um den Blick auf die Mitwirkenden freizugeben, beziehungsweise die Darsteller treten vor den Vorhang. Jeder dieser Auftritte wird dann als „Vorhang“ gezählt. Angeblich 89 Vorhänge erhielten Margot Fonteyn und Rudolf Nurejew 1964 nach einer Aufführung von Schwanensee an der Wiener Staatsoper. Am 24. Februar 1988 wurden an der Deutschen Oper in Berlin nach dem Auftritt Luciano Pavarottis als Nemorino in Donizettis Liebestrank 115 Vorhänge registriert, bei 67 Minuten ununterbrochenem Applaus.